# Bandwagoning
Bandwagoning in den Internationalen Beziehungen bezeichnet den Anschluss eines oder mehrerer Staates/Staaten an einen Staat, der ein höheres Machtpotential aufweist. Es kann demnach auch als eine Art Mitläufer-Effekt in den internationalen Beziehungen verstanden werden. Beispiele finden sich vor allem in der Zeit des Kalten Krieges, in denen sowohl auf US-amerikanischer als auch auf sowjetischer Seite eine Blockbildung stattfand und in denen sich kleinere Staaten aus Selbstschutz einem der beiden größeren Staaten anschlossen.
Der Begriff Bandwagoning wurde zum ersten Mal von Quincy Wright  in seinem Buch A study of War (1942) verwendet und von dem amerikanischen Politikwissenschaftler Kenneth Waltz, einem Vertreter des Neorealismus, in seiner Theory of International Politics (1979) als allgemeiner wissenschaftlicher Begriff eingeführt.